# 貝科吉
貝科吉是埃塞俄比亞中部奧羅米亞州阿爾西地區的小鎮，座標7°35′N 39°10′E / 7.583°N 39.167°E，海拔2,810米。不少埃塞俄比亞的田徑好手來自貝科吉。根據埃塞俄比亞中央統計局2005年人口普查的資料，貝科吉人口約16,730，其中男性7,999人，女性8,731人。